# 昆明学生劫持案
昆明学生劫持案发生于2021年1月22日。当天17时，1名56岁的中年男子在云南师范大学实验中学校门外突然持刀袭击正在离开学校的学生，造成7名学生不同程度受伤，1名学生伤重不治（送医后又有一人不治）；随后，行凶者又劫持了1名学生，并与到场的警方对峙，期间还情绪激动地喊话。18:40，警方击毙行凶者，人质获救。

## 事发
2021年1月22日17时，云南师范大学实验中学秋学期的最后一天，学生正处于放学的时候，校门外突然出现了哭喊声；据目击者反应，一开始学生以为是在开玩笑，直到看到血迹，听到有人在喊说快跑，才知道发生事情，大家才开始跑。行凶者王某刺伤学生后，学生四处逃跑，并在现场遗留了十几个书包。接着，王劫持了1名13岁的男学生，右手用刀横在学生的脖子上，左手拿着一个袋子。与此同时，在10米之外，1名受伤的学生躺在校门口的另一边，旁边围着正在抢救他的路人。在校门仍然开着的时候，学校的保安还在犹豫是否要关上校门，被劫持的男孩大喊“把门关起来！关起来！”，接着校门被关上。

## 警方到场
事件发生后，距离学校300米的文林派出所出动了20多名民警封锁了现场，包括东风西路北向的车道。大约17:15，学校门口附近拉起了警戒线。大约17:40，几辆特警车驶来，武警、突击队、防暴队、狙击手也先后到达。

## 对峙
劫匪最初非常激动，挥舞着手上的刀，阻止警察靠近，于是警方不再尝试接近劫匪，转而跟他对话，以稳定他的情绪。一名警察跪在行凶者面前，提出让自己当人质。为了证明其身上没有携带武器，这名警察还在现场脱了衣服，但是人质向警察摆手，喊道“不要过来”。
在对峙中，劫匪要求只与女记者谈话，而且只见10分钟。于是，一名当天刚领取记者证，刚入职云南广播电视台都市频道《都市条形码》栏目，原先计划到现场报道此次事件的女记者承担起了沟通的任务。这位记者带着一个白色扩音器和相机，慢慢走上台阶，将扩音器递给了劫匪。期间，歹徒问人质需要什么，人质说需要可乐，于是这位记者给人质递了一瓶可乐；应行凶者的要求，这位记者还给行凶者递了一瓶矿泉水；劫匪在沟通的时间情绪缓和了，手中的刀也放松了下来，这为后续警方的行动提供了便利。这一段时间，她一直来往于劫匪面前和台阶下。
劫匪拿到扩音器后，开始向围观群众喊话，声称自己曾吸毒、家庭不顺，还说“我不是一个好人”。
据被劫持学生的表姐表示，歹徒要求这位学生哭叫，还让他拿着镜子，通过反射光线来干扰警方的视线。而人质曾告诉歹徒“人质死了，你就没有跟警察提条件的资格了！”，还让歹徒冷静下来。后来，趁着喝可乐的机会，人质放下了手中的镜子。随着时间流逝，劫匪放松了右手，只用左手卡着人质。
据围观群众讲，现场的警察一直在对讲机里询问上级是否击毙，而答复都是以人质安危为先。另一方面，特警曾试图从行凶者背后围墙的上方进攻，但囿于墙体太光滑，没法使用绳子，最后放弃了这个方案。这一过程中，因为特警的行动很安静，而且劫匪与女记者在聊天，所以并未惊动劫匪。

## 击毙
在枪响前几分钟，歹徒情绪又激动了起来，右手的刀再次抵在了人质的脖子上。18:40左右，现场特警朝王的头部开枪，打掉了王的帽子，他也应声倒地；紧接着，现场的民警一拥而上，冲向行凶者的位置；被劫持的学生听到枪响后，马上向奔来的民警跑去，并被民警带到一边。现场围观的群众见学生获救，爆发出欢呼声和掌声。从被劫持到被解救，这位学生一直没有哭。

## 后续
受伤的学生被送往昆明医科大学附属第一医院。不幸离世的学生被刺中了胸部的血管，虽然一名路人及时将他送到了医院，但在抢救时的血压只有40/20，最后还是回天乏术。其他受伤的学生也都是被刺伤，有学生被刺伤了肾脏，还有学生被送进加護病房。23日晚上，学校启动了对学生的心理辅导工作，还公布了各个校区的辅导老师的电话。
当天晚上，现场仍停着2辆警车，2名全副武装的警察在校门口值守；至20时，封锁线仍然没有撤掉。由于此次案件，该校学生放学方式改为排队出校门。有人自发在校门口附近摆设蜡烛和鲜花，悼念不幸离世的学生。
被劫持学生的表姐事后前来探望，发现这位学生脖子上有十几道被刀划过的伤疤，但是还能“有说有笑”、“打游戏”。23日上午，当事女记者在接受新京报采访时表示自己很好。
2021年2月3日，受此事影响，教育部公布关于做好2021年中小学幼儿园安全管理工作的通知，要求加强中小学幼儿园安全管理严防暴力恐怖事件。
2021年2月24日，所有受伤学生出院，入院治疗的7名学生中，另有一人在治疗过程中不治身亡。